# 利摩日大学
利摩日大学（法語：Université de Limoges），是法国利摩日的一所公立综合性大学，于1993年由利摩日的多所高等教育机构合并成立。

## 院系设置
- 法律经济学院
- 医学院
- 药学院
- 人文学院
- 科学技术学院
- 利穆赞大学技术学院
- 企业管理学院（法語：Institut d'administration des entreprises de Limoges - IAE de Limoges) 授予高等工商管理等学位, 附属于法国大学管理学校 (法語：Écoles universitaires de management) 成立于2007年, 它汇集了管理领域和企业管理领域的3个卓越方面：健康管理方面，会计和财务方面, 以及创新和企业方面。 每年总共为600名学生提供不同的14门培训课程。
- 公务员考试预备学校
- 利穆赞康复医学职业学院
- 高等教育教师学校
- 利摩日国立高等工程师学校